# Allemagne au Concours Eurovision de la chanson 2010
L'Allemagne a participé au Concours Eurovision de la chanson 2010 à Oslo pour lequel elle est automatiquement qualifiée pour la finale. Elle a remporté le concours avec 246 points et les images en direct depuis à Hambourg en Allemagne et une famille filmée depuis leur salon en Allemagne.
L'interprète de la chanson choisie par la télévision allemande est le gagnant du concours national "Unser Star für Oslo 2010", "notre étoile pour Oslo 2010".
La chanson de Lena, "Satellite" est passée en 22ème position après Eva Rivas en Arménie et avant Filipa Azevedo au Portugal.

## Unser Star für Oslo 2010
Les 16 stars présentes tour à tour dans le jury sont:
- Yvonne Catterfeld
- Marius Müller-Westernhagen
- Sarah Connor
- Peter Maffay
- Jan Delay
- Xavier Naidoo
- Sascha Schmitz
- Cassandra Steen
- Joy Denalane
- Adel Tawil
- Stefanie Kloß de Silbermond
- Barbara Schöneberger
- Rea Garvey de Reamonn
- Nena
- Boris Lauterbach (aka König Boris) des Fettes Brot
- Anke Engelke

### Éliminations
|         |                       | Séries            | Séries            | Séries            | Séries            | Séries            | quart de finale   | demi-finale       | finale            |                   |          |          |          |          |          |          |
| 2/2     | 9/2                   | 16/2              | 23/2              | 2/3               | 5/3               | 9/3               | 12/3              |                   |                   |                   |          |          |          |          |          |          |
| Place   | Participant           | Résultat          | Résultat          | Résultat          | Résultat          | Résultat          | Résultat          | Résultat          | Résultat          | Résultat          | Résultat | Résultat | Résultat | Résultat | Résultat | Résultat |
|         | Jennifer Braun        |                   | Sauvé             | Sauvé             | Sauvé             | Sauvé             |                   |                   |                   |                   |          |          |          |          |          |          |
|         | Christian Durstewitz  |                   | Sauvé             | Sauvé             | Sauvé             | Sauvé             |                   |                   |                   |                   |          |          |          |          |          |          |
|         | Kerstin Freking       | Sauvé             |                   | Sauvé             | Sauvé             | Sauvé             |                   |                   |                   |                   |          |          |          |          |          |          |
|         | Lena Meyer-Landrut    | Sauvé             |                   | Sauvé             | Sauvé             | Sauvé             |                   |                   |                   |                   |          |          |          |          |          |          |
|         | Sharyhan Osman        |                   | Sauvé             | Sauvé             | Sauvé             | Sauvé             |                   |                   |                   |                   |          |          |          |          |          |          |
|         | Leon Taylor           |                   | Sauvé             | Sauvé             | Sauvé             | Éliminé (Série 5) | Éliminé (Série 5) | Éliminé (Série 5) | Éliminé (Série 5) | Éliminé (Série 5) |          |          |          |          |          |          |
| 7-8     | Cyril Krueger         | Sauvé             |                   | Sauvé             | Éliminé (Série 4) | Éliminé (Série 4) | Éliminé (Série 4) | Éliminé (Série 4) | Éliminé (Série 4) |                   |          |          |          |          |          |          |
| 7-8     | Katrin Walter         | Sauvé             |                   | Sauvé             | Éliminé (Série 4) | Éliminé (Série 4) | Éliminé (Série 4) | Éliminé (Série 4) | Éliminé (Série 4) |                   |          |          |          |          |          |          |
| 9-10    | Meri Voskanian        | Sauvé             |                   | Éliminé (Série 3) | Éliminé (Série 3) | Éliminé (Série 3) | Éliminé (Série 3) | Éliminé (Série 3) | Éliminé (Série 3) |                   |          |          |          |          |          |          |
| 9-10    | Maria-Lisa Straßburg  |                   | Sauvé             | Éliminé (Série 3) | Éliminé (Série 3) | Éliminé (Série 3) | Éliminé (Série 3) | Éliminé (Série 3) | Éliminé (Série 3) |                   |          |          |          |          |          |          |
| Série 2 | Benjamin Hartmann     |                   | Éliminé (Série 2) | Éliminé (Série 2) | Éliminé (Série 2) | Éliminé (Série 2) | Éliminé (Série 2) | Éliminé (Série 2) | Éliminé (Série 2) |                   |          |          |          |          |          |          |
| Série 2 | Behnam Seifi          |                   | Éliminé (Série 2) | Éliminé (Série 2) | Éliminé (Série 2) | Éliminé (Série 2) | Éliminé (Série 2) | Éliminé (Série 2) | Éliminé (Série 2) |                   |          |          |          |          |          |          |
| Série 2 | Alex Senzig           |                   | Éliminé (Série 2) | Éliminé (Série 2) | Éliminé (Série 2) | Éliminé (Série 2) | Éliminé (Série 2) | Éliminé (Série 2) | Éliminé (Série 2) |                   |          |          |          |          |          |          |
| Série 2 | Jana Wall             |                   | Éliminé (Série 2) | Éliminé (Série 2) | Éliminé (Série 2) | Éliminé (Série 2) | Éliminé (Série 2) | Éliminé (Série 2) | Éliminé (Série 2) |                   |          |          |          |          |          |          |
| Série 2 | Franziska Weber       |                   | Éliminé (Série 2) | Éliminé (Série 2) | Éliminé (Série 2) | Éliminé (Série 2) | Éliminé (Série 2) | Éliminé (Série 2) | Éliminé (Série 2) |                   |          |          |          |          |          |          |
| Série 1 | Johannes Böhm         | Éliminé (Série 1) | Éliminé (Série 1) | Éliminé (Série 1) | Éliminé (Série 1) | Éliminé (Série 1) | Éliminé (Série 1) | Éliminé (Série 1) | Éliminé (Série 1) |                   |          |          |          |          |          |          |
| Série 1 | Michael Kraus         | Éliminé (Série 1) | Éliminé (Série 1) | Éliminé (Série 1) | Éliminé (Série 1) | Éliminé (Série 1) | Éliminé (Série 1) | Éliminé (Série 1) | Éliminé (Série 1) |                   |          |          |          |          |          |          |
| Série 1 | Benjamin Peters       | Éliminé (Série 1) | Éliminé (Série 1) | Éliminé (Série 1) | Éliminé (Série 1) | Éliminé (Série 1) | Éliminé (Série 1) | Éliminé (Série 1) | Éliminé (Série 1) |                   |          |          |          |          |          |          |
| Série 1 | Sebastian Schwarzbach | Éliminé (Série 1) | Éliminé (Série 1) | Éliminé (Série 1) | Éliminé (Série 1) | Éliminé (Série 1) | Éliminé (Série 1) | Éliminé (Série 1) | Éliminé (Série 1) |                   |          |          |          |          |          |          |
| Série 1 | Daliah Sharaf         | Éliminé (Série 1) | Éliminé (Série 1) | Éliminé (Série 1) | Éliminé (Série 1) | Éliminé (Série 1) | Éliminé (Série 1) | Éliminé (Série 1) | Éliminé (Série 1) |                   |          |          |          |          |          |          |

### Série 1 (2 février 2010)
- Juges célèbres: Yvonne Catterfeld et Marius Müller-Westernhagen

| #  | Artiste               | Chanson (artistes originaux) | Résultat |
| -- | --------------------- | ---------------------------- | -------- |
| 1  | Benjamin Peters       | "Bodies" (Robbie Williams)   | Éliminé  |
| 2  | Kerstin Freking       | "My Immortal" (Evanescence)  | Sauvé    |
| 3  | Johannes Böhm         | "Crazy" (Seal)               | Éliminé  |
| 4  | Daliah Sharaf         | "At Last" (Etta James)       | Éliminé  |
| 5  | Cyril Krueger         | "Hotel California" (Eagles)  | Sauvé    |
| 6  | Michael Kraus         | "Loving You" (Paolo Nutini)  | Éliminé  |
| 7  | Meri Voskanian        | "Release Me" (Agnes)         | Sauvé    |
| 8  | Katrin Walter         | "Nobody Knows" (Pink)        | Sauvé    |
| 9  | Sebastian Schwarzbach | "Home" (Michael Bublé)       | Éliminé  |
| 10 | Lena Meyer-Landrut    | "My Same" (Adele)            | Sauvé    |

### Série 2 (9 février 2010)
- Juges célèbres: Sarah Connor et Peter Maffay

| #  | Artiste              | Chanson (artistes originaux)         | Résultat |
| -- | -------------------- | ------------------------------------ | -------- |
| 1  | Jennifer Braun       | "I'm Outta Love" (Anastacia)         | Sauvé    |
| 2  | Benjamin Hartmann    | "Better Together" (Jack Johnson)     | Éliminé  |
| 3  | Maria-Lisa Straßburg | "Saving My Face" (KT Tunstall)       | Sauvé    |
| 4  | Behnam Seifi         | "Save Room" (John Legend)            | Éliminé  |
| 5  | Sharyhan Osman       | "I Have Nothing" (Whitney Houston)   | Sauvé    |
| 6  | Alex Senzig          | "Wherever You Will Go" (The Calling) | Éliminé  |
| 7  | Jana Wall            | "Who Knew" (Pink)                    | Éliminé  |
| 8  | Franziska Weber      | "Love Foolosophy" (Jamiroquai)       | Éliminé  |
| 9  | Leon Taylor          | "Der Weg" (Herbert Grönemeyer)       | Sauvé    |
| 10 | Christian Durstewitz | "Faith" (George Michael)             | Sauvé    |

### Série 3 (16 février 2010)
- Juges célèbres: Nena et König Boris

| #  | Artiste              | Chanson (original artists)                | Résultat |
| -- | -------------------- | ----------------------------------------- | -------- |
| 1  | Meri Voskanian       | "If I Ain't Got You" (Alicia Keys)        | Éliminé  |
| 2  | Jennifer Braun       | "Like The Way I Do" (Melissa Etheridge)   | Sauvé    |
| 3  | Maria-Lisa Straßburg | "Helena" (My Chemical Romance)            | Éliminé  |
| 4  | Leon Taylor          | "Irgendwas bleibt" (Silbermond)           | Sauvé    |
| 5  | Katrin Walter        | "Warwick Avenue" (Duffy)                  | Sauvé    |
| 6  | Kerstin Freking      | "Not Ready to Make Nice" (Dixie Chicks)   | Sauvé    |
| 7  | Christian Durstewitz | "Change" (Daniel Merriweather)            | Sauvé    |
| 8  | Sharyhan Osman       | "Feel The Nile" (composition personnelle) | Sauvé    |
| 9  | Lena Meyer-Landrut   | "Diamond Dave" (The Bird and the Bee)     | Sauvé    |
| 10 | Cyril Krueger        | "Hot Fudge" (Robbie Williams)             | Sauvé    |

### Série 4 (23 février 2010)
- Juges célèbres: Sasha et Cassandra Steen

| # | Artiste              | Chanson (artistes originaux)                       | Résultat |
| - | -------------------- | -------------------------------------------------- | -------- |
| 1 | Katrin Walter        | "Love Song" (Sara Bareilles)                       | Éliminé  |
| 2 | Sharyhan Osman       | "Is You Is or Is You Ain't My Baby" (Louis Jordan) | Sauvé    |
| 3 | Cyril Krueger        | "Beautiful Day" (U2)                               | Éliminé  |
| 4 | Jennifer Braun       | "I'm with You" (Avril Lavigne)                     | Sauvé    |
| 5 | Christian Durstewitz | "Another Night" (composition personnelle)          | Sauvé    |
| 6 | Lena Meyer-Landrut   | "Foundations" (Kate Nash)                          | Sauvé    |
| 7 | Kerstin Freking      | "Thank U" (Alanis Morissette)                      | Sauvé    |
| 8 | Leon Taylor          | "Are You Gonna Go My Way" (Lenny Kravitz)          | Sauvé    |

### Série 5 (2 mars 2010)
| # | Artiste              | Chanson (artistes originaux)            | Résultat |
| - | -------------------- | --------------------------------------- | -------- |
| 1 | Kerstin Freking      | "Better" (Regina Spektor)               | Sauvé    |
| 2 | Lena Meyer-Landrut   | "New Shoes" (Paolo Nutini)              | Sauvé    |
| 3 | Jennifer Braun       | "Ain't Nobody" (Rufus & Chaka Khan)     | Sauvé    |
| 4 | Leon Taylor          | "Tears in Heaven" (Eric Clapton)        | Éliminé  |
| 5 | Sharyhan Osman       | "In the City" (composition personnelle) | Sauvé    |
| 6 | Christian Durstewitz | "Dance with Somebody" (Mando Diao)      | Sauvé    |

### 1/4 de finale (5 mars 2010)
- Juges célèbres: Anke Engelke and Adel Tawil

| # | Artiste              | 1re chanson (artiste original)                   | #  | 2e chanson (artiste original)                                    | Résultat |
| - | -------------------- | ------------------------------------------------ | -- | ---------------------------------------------------------------- | -------- |
| 1 | Sharyhan Osman       | "You've Got the Love" (Florence and the Machine) | 6  | "Never Felt The Way That I Feel Today" (composition personnelle) | Éliminé  |
| 2 | Jennifer Braun       | "Soulmate" (Natasha Bedingfield)                 | 7  | "Nobody's Wife" (Anouk)                                          | Sauvé    |
| 3 | Kerstin Freking      | "If A Song Could Get Me You" (Marit Larsen)      | 8  | "Somedays" (Regina Spektor)                                      | Sauvé    |
| 4 | Christian Durstewitz | "Ochrasy" (Mando Diao)                           | 9  | "Stalker" (composition personnelle)                              | Sauvé    |
| 5 | Lena Meyer-Landrut   | "Mouthwash" (Kate Nash)                          | 10 | "Neopolitan Dreams" (Lisa Mitchell)                              | Sauvé    |

### 1/2 finale (9 mars 2010)
- Juges célèbres: Barbara Schöneberger et Jan Delay

| # | Artiste              | 1re chanson (artiste original)    | Résultat | # | 2e chanson (artiste original)     | Résultat |
| - | -------------------- | --------------------------------- | -------- | - | --------------------------------- | -------- |
| 1 | Christian Durstewitz | "I'm Yours" (Jason Mraz)          | Sauvé    | 5 | "In Your Hands" (Charlie Winston) | Éliminé  |
| 2 | Kerstin Freking      | "Hands Clean" (Alanis Morissette) | Éliminée | — | N'a pas continué                  | —        |
| 3 | Lena Meyer-Landrut   | "Mr. Curiosity" (Jason Mraz)      | Sauvé    | 6 | "The Lovecats" (The Cure)         | Sauvé    |
| 4 | Jennifer Braun       | "Heavy Cross" (Gossip)            | Sauvé    | 7 | "Hurt" (Christina Aguilera)       | Sauvé    |

### Finale (12 mars 2010)
- Juges célèbres: Stefanie Kloß et Xavier Naidoo

#### 1ertour
| # | Artiste            | Chanson          | Résultat |
| - | ------------------ | ---------------- | -------- |
| 1 | Jennifer Braun     | "Bee"            | Éliminée |
| 2 | Lena Meyer-Landrut | "Bee"            | Éliminée |
| 3 | Jennifer Braun     | "Satellite"      | Éliminée |
| 4 | Lena Meyer-Landrut | "Satellite"      | 2d tour  |
| 5 | Jennifer Braun     | "I Care For You" | 2d tour  |
| 6 | Lena Meyer-Landrut | "Love Me"        | Éliminée |

#### 2dtour
| # | Artiste            | Chanson          | Résultat |
| - | ------------------ | ---------------- | -------- |
| 1 | Lena Meyer-Landrut | "Satellite"      | Gagnante |
| 2 | Jennifer Braun     | "I Care For You" | Éliminée |

## Carte postale
L'édition 2010, pour la toute première fois dans l'histoire du concours, les cartes postales furent projetées virtuellement dans la salle, au-dessus du public. Les lumières commençaient par s'éteindre complètement et des sphères dorées formaient la carte de l'Allemagne. S'ouvrait un écran virtuel sur lequel était projetée une vidéo montrant des fans du concours qui se rassemblaient à Berlin en Allemagne. Ensuite, la caméra dévoilait la montée sur la représentante allemande et la future grande gagnante de cette édition, Lena, sur la scène des concurrents, avant que les sphères ne forment le drapeau national de l'Allemagne. Le jour de la finale, le 29 mai 2010.